# Антипина, Алиса Борисовна
Алиса Борисовна Антипина (род. в 1938 году в Киргизской ССР) — советская баскетболистка. Заслуженный мастер спорта СССР (1968).

## Биография
Воспитанница киргизского баскетбола. Баскетболом занималась с 1955 года. В 1960 году получила приглашение в команду высшей лиги «Сибирячку» из Новосибирска.
Приглашалась в сборную СССР, в составе которой дважды стала чемпионкой мира.
Окончила Киргизскую государственную академию физической культуры и спорта.